# ابوالقاسم غفاری
ابوالقاسم غفاری (زادهٔ ۲۵ خرداد ۱۲۸۶ - درگذشته ۱۴ آبان ۱۳۹۲)، دانشمند حوزهٔ علوم ریاضی، فیزیک و صنعت فضا بود. او، نخستین ایرانی شاغل در سازمان فضایی ایالات متحده (ناسا) بود. در مرکز مطالعات پیشرفته‌ی پرینستون در نیوجرسی ایالات متحده بر روی نظریهٔ «وحدت میدان» (Grand Unification Theory) و الکترومغناطیس، از برجسته‌ترین این پژوهش‌ها ست. دکتر غفاری دانشمند ارشد برنامه‌های جمینی و آپولو بود.او با آلبرت اینشتین، جی رابرت اوپنهایمر و ورنر فون براون کار و همکاری کرد. همکاری او با ناسا از سال ۱۹۶۴ تا ۱۹۷۱ طول کشید. و در سال ۱۹۶۹ از نیکسون نشان افتخار گرفت. در ۱۹۷۲-۱۳۵۱ شمسی به ایران بازگشت و از شاه ایران نشان تاج دریافت کرد. پس از مدتی بدلیل اینکه شرایط را مساعد نمیدید به امریکا رفت و تا آخر عمر و سن ۱۰۶ سالگی در آنجا زندگی کرد.

## زندگی
او در سال ۱۲۸۶ در تهران، حوالی میدان بهارستان به دنیا آمد. پدرش میرزا حسین خان غفاری، دبیر ارشد اداره پرسنل وزارت عدلیه بود. در محله آنها یک روحانی بود که دروس ابتدایی را در مکتب او آموخت. وقتی مدرسه شروع شد به دارالفنون رفت. ریاضی را نزد محسن هشترودی که از دیپلمه‌های سابق دارالفنون بود، خواند. از همان سال‌ها با هشترودی دوست و همکار شد. در شهریور ۱۳۰۷ جزو اولین گروه ۱۱۰ نفره دانشجویان ایرانی اعزامی به خارج در دوره رضاشاه  بهمراه مهدی بازرگان، علی شایگان، مهدی آذر، کریم سنجابی، احمد رضوی کرمانی، محمدعلی ملکی، رضا رادمنش، خلیل ملکی، عبدالله ریاضی، لطفعلی صورتگر غلامعلی فریور و....به فرانسه رفت. ابتدا زبان را در لیسه کامل کرد بعد به دانشگاه نانسی رفت که در آنجا لیسانس ریاضی گرفت و بعد تحصیلات خود را تا کسب دکتری ریاضیات در دانشگاه پاریس در سوربون ادامه داد. در جلسه دفاع تز او در پاریس محمدعلی مجتهدی گیلانی و غلامحسین صدیقی حضور داشتند. از سال ۱۹۳۹ تا ۱۹۴۵ استاد دانشسرای عالی شد اما به عنوان استاد مدعو در کینگز کالج حضور یافت. پس از آن در سال ۱۹۳۶ در رصدخانه پاریس به عنوان کارآموز مشغول به کار شد.
در اسفند ۱۳۱۵(آوریل ۱۹۳۷) در پی فراخوان وزیر فرهنگ (علی اصغر حکمت) که فارغ‌التحصیلان را به تهران فراخوانده بود به ایران برگشت و در هشتم فروردین ۱۳۱6 (1937) به عنوان دانشیار در دانشسرای عالی استخدام شد. دانش‌سرای عالی که بعدها به دانشگاه تهران تبدیل شد در سال ۱۳۱۳ تأسیس شده بود و شامل دانشکده‌های علوم و ادبیات بود. در آنجا آنالیز عالی تدریس می‌کرد که قبلاً دکتر آل بویه، دکتر علی افضلی‌پور و پرفسور تقی فاطمی در رشته ریاضی شروع به کار کرده بودند. از سال ۱۹۳۸ تا ۱۹۴۱ به خدمت سربازی اعزام شد و در اداره جغرافیایی ستاد ارتش مأموریت سطح‌بندی اراضی شمال تهران برای آماده‌سازی جهت استفاده ارتش را عهده‌دار شد.
دکتر غفاری که در حدود سال ۱۹۴۴ به دعوت دانشگاه لندن، سال ۱۹۵۰ به دعوت دانشگاه هاروارد و از سال ۱۹۵۱ به دعوت انستیتو مطالعات پیشرفته (پرینستون) جهت تدریس و کارهای تحقیقاتی در خارج کشور فعالیت داشته است. علت دعوت موضوع تز دکتری او در دانشگاه سوربون بود که راجع به جنبه ریاضی کارهای اولیه انشتین بود. انشتین در سال ۱۹۰۵، پنج مقاله منتشر کرد که دو مقاله دربارهٔ «حرکت براونی» بود. بعد یک استاد روسی (پرفسور آندری کرنوکرف) و یک محقق انگلیسی، تئوری انیشتن را به صورت یک معادله ریاضی درآورد که حل آن معادله (معادله کلمن – کرنوکرف) بر عهده غفاری بود. در بحبوحه جنگ جهانی دوم انگلیسی‌ها خیلی از کسانی که در فیزیک و ریاضی کار کرده بودند را به دانشگاه لندن دعوت کرده بودند و شب و روز تحقیقات می‌کردند. تا سال ۱۹۴۸در انگلستان بودم و مجدداً به ایران برگشت تا این که دو سال بعد به دعوت دانشگاه هاروارد با بورس فولبرایت به آمریکا رفت. در آن دانشگاه به عنوان استادیار پژوهشی در زمینه معادلات دیفرانسیل و در ادامه در حوزه دینامیک گازی کار کرد.
زمانی که در پرینستون بود، رئیس انستیتو، پرفسور رابرت اوپنهایمر بود که مدیریت ساخت بمب اتمی را برعهده داشت. اوپنهایمر تا فهمید ایرانی هست گفت، من شاگردی ایرانی داشتم به نام دکتر کمال (کمال‌الدین جناب) و سراغ وی را گرفت. حضور غفاری درمؤسسه تحقیقات پیشرفته، همزمان بود با آخرین سال‌های فعالیت انشتین در انستیتو. رئیس بخش ریاضی دانشگاه پرینستون که انگلیسی بود غفاری را به انشتین معرفی کرد و در مدتی که در پرینستون بود در زمینه نظریات انشتین دربارهٔ نزدیکی قوای الکترومگنتیک و قوای گرانشی کار می‌کرد البته از سال ۱۹۳۶ مکاتباتی با او داشت، چون تز دکتری او در پاریس به حرکت براونی مربوط بود که در سال ۱۹۰۵ انشتین مطلبی را در مورد آن نوشته بود. تا آخر ۱۹۵۲ در دانشگاه پرینستون بود و باز به تهران برگشت و تدریس را ادامه داد. در مدتی که در ایران نبود دکتر احمد بهفروز و دکتر عباس ریاضی کرمانی درس‌های او را ارائه می‌دادند. چون محیط را برای تحقیق و پرورش آزاد فکر مناسب نمی‌دید در ۱۹۵۶ میلادی / ۱۳۳۵ خورشیدی به آمریکا بازگشت و ریاضیدان ارشد بنیاد ملی استاندارد آمریکا شد. غفاری در سال ۱۹۶۹ جایزه دستاورد آپولوی ناسا را در کاخ سفید از نیکسون رئیس‌جمهور آمریکا دریافت کرد.

## ورود به ناسا
پس از تأسیس ناسا در ۱۹۵۸، با هیو درایدن آشنا شد که چندی بعد به سمت معاون ناسا برگزیده شد و همو بود که غفاری را برای برنامه مسیریابی آپولو ۱۱ به ناسا دعوت کرد. در سال ۱۹۶۴، سه سال پس از برنامه فضایی سرنشین دار، او به عنوان دانشمند هوافضا به مرکز پرواز فضایی گودارد سازمان ملی هوانوردی و فضایی (ناسا) پیوست و در آنجا جنبه‌های ریاضی تکنیک‌های مختلف بهینه‌سازی مرتبط با مسائل مسیر زمین-ماه را مطالعه کرد. و روش‌های تحلیلی مختلف برای مانورهای چندگانه میانی در هدایت بین سیاره.ای. او بعداً تأثیرات فشار تابش خورشیدی را بر رونق‌های ماهواره‌ای اکتشاف نجوم رادیویی و همچنین تأثیرات نسبیت عام بر مدارهای ماهواره‌های زمین مصنوعی را بررسی کرد. همکاری وی با ناسا در ۱۹۷۱ خاتمه یافت و در ۱۹۷۲ به ایران برگشت.

## نشانها
- نشان تاج از محمدرضا شاه پهلوی ۱۹۷۲
- جایزه ویژه دستاورد آپولو ایالات متحده (۱۹۶۹) را در مراسم کاخ سفید با رئیس‌جمهور نیکسون دریافت کرد.
- در سال ۲۰۰۵ جایزه دانشمند ممتاز را از انجمن اساتید و پژوهشگران میراث ایران (APSIH) در دانشگاه UCLA دریافت کرد.
- در سال ۲۰۰۷، از سوی شهردار سابق بورلی هیلز جیمی دلشاد نامه ای دریافت کرد که در آن از دستاوردهای متعدد در طول عمرش قدردانی کرد.
- اخیراً توسط SINA (روح دستاوردهای برجسته) در دانشگاه هاروارد به عنوان عضو تالار مشاهیر منصوب شد.

## آثار
او بیش از ۵۰ مقاله در زمینه ریاضیات محض و کاربردی در نشریات آمریکایی، انگلیسی، فرانسوی و فارسی منتشر کرده است. او علاوه بر دو کتاب درسی، نویسنده کتاب ریاضی «روش هودوگراف در دینامیک گاز» (۱۹۵۰) است.

## عضویتها
او همچنین عضو سابق کمیسیون ملی ایران یونسکو بوده است. غفاری عضو آکادمی علوم نیویورک، آکادمی علوم واشینگتن، و انجمن پیشرفت علوم آمریکا و عضو انجمن ریاضی لندن، انجمن ریاضی آمریکا، انجمن ریاضی آمریکا، و انجمن آمریکایی است. انجمن نجوم.

## مرگ
غفاری روز سه شنبه ۱۴ آبان ۱۳۹۲ در ساعت ۱۰ و ۵۵ دقیقه شب در سن ۱۰۶ سالگی درگذشت. از او همسرش میترا و دو دخترش آیدا و ویدا به یادگار مانده است. او در پارک یادبود برادران پیرس والهالا در شمال هالیوود، کالیفرنیا به خاک سپرده شد. یکی از آرزوهای او این بود که برای جوانان ایرانی که در رشته ریاضی یا علوم تحصیل می‌کردند، بورسیه‌ای به نام خود داشته باشد.